# Jordanópolis (São Bernardo do Campo)
Jordanópolis é um bairro localizado na porção oeste da cidade de São Bernardo do Campo, no estado de São Paulo, Brasil.

## Histórico
Idealizado em 1925 com o nome "Cidade João Ramalho", pretendia ser um loteamento destinado a casas de final de semana para a população da capital paulista. Com a quebra da bolsa de Nova Iorque, em 1929 e com a crise econômica subsequente, o projeto praticamente não sai do papel. Ainda nos anos 1930, a área é arrematada por Euvaldo Pinto Jordão, funcionário do Tribunal de Justiça do Estado de São Paulo, que relança o loteamento como "Villa Jordanópolis" (aproveitando o próprio sobrenome) associado a Vasconcelos e Motta Ltda. A planta original foi registrada na Prefeitura de São Bernardo em 1938.
Arrojado, previa ruas que se abriam em leques para contornar os desníveis do terreno, além de grandes praças como Rui Barbosa (atual Domingos Vanzella), Rodrigues Alves (atual Zequinha de Abreu), Rio Branco (ocupada pela EE Professor Antônio Nascimento a partir de 1968) e São José (atual Emílio Escudeiro). Os lotes, padronizados e destinados a chácaras de final de semana, possuíam 10x40m. Toda a área compreendida entre a Rua Pindorama e o Córrego Pindorama (antigo Piraporinha) e o Ribeirão dos Couros, era destinada a propriedades rurais, todas com área superior a 2000 m2.
Originalmente localizado no quilômetro 16 do Caminho do Mar (atual Rua Borges de Medeiros), permaneceu praticamente desabitado até a abertura da Via Anchieta, nos anos 1940. Com a crescente industrialização de São Bernardo do Campo a partir da implantação da nova rodovia, surgem novos loteamentos associados a Vila Jordanópolis, tais como Vila São Leopoldo, a partir do loteamento das áreas originalmente destinadas a propriedades rurais, em 1950 - o que culminou no surgimento de ruas como Araraquara, Delmiro Gouveia e Travessa Rio Bonito (atual Cidade de Pirmasens), Chácara Sergipe (toda a porção a leste da atual Rua Sérgio Milliet), Vila Alvinópolis (loteado a partir de 1950 pela Sociedade Jardim Ruyce, de Dona Ruyce Ferraz Alvim - de onde provém o nome do loteamento, que compreende toda a porção a oeste do início da Avenida Padre Anchieta até a atual Rua Costa Araújo) além de outros, mais antigos, como a Vila Cacilda (anterior a 1950) e a vila Jahu (anos 1940).
Atingiu o pico de crescimento em fins dos anos 1970, quando grandes conjuntos de casas foram construídos entre as ruas Rio de Janeiro, Jahu (atual Lino Coutinho), Pindorama e Borba Gato. Com o desmembramento dos lotes originais, surgiram as atuais ruas Anacleto Campanella, Abílio César e Costa Aguiar, que não existiam na planta original do bairro. Na mesma época, o bairro foi ligado a Estrada de Piraporinha (atual Avenida Piraporinha), o que possibilitou o acesso das linhas de ônibus para o bairro. Nos anos 1980, recebeu grande parte da atual urbanização, com a construção de diversas praças pela Prefeitura de São Bernardo do Campo nos espaços a elas originalmente destinados. Nesse período, a pavimentação do bairro, ainda incipiente, se estendeu a praticamente todas as ruas do bairro, assim como a iluminação pública.
Sedia, desde 1968, o Grupo Escolar de Vila São Leopoldo, atual EE Professor Antônio Nascimento, pela lei 738 de 5 de novembro de 1975, maior estabelecimento de ensino do bairro. Nos anos 1980, com seu crescimento populacional, recebeu também sua Unidade Básica de Saúde, a EMEI Padre Manuel da Nóbrega e a EMEB Jandira Maria Casonatto, na exata junção da Vila Jordanópolis com a Vila Alvinópolis, o que fez surgir a atual Rua Padre Carmello, totalmente urbanizada apenas nos anos 1990. Ainda nos anos 1990, recebeu o último estabelecimento escolar a ser construído no bairro: a EMEB Sylvia Marilena Fantacini Zanetti, originalmente destinada a atender a Chácara Sergipe.
Bairro majoritariamente residencial, conhecido por suas grandes praças, vem ao longo do tempo sofrendo tímida verticalização, também motivada por novos acessos viários, como a Avenida Engenheiro Otávio Manente, marginal ao Ribeirão dos Couros, em fase de execução.

## Subdivisões
O bairro Jordanópolis é composto pela Vila Jordanópolis, loteamento original, além dos posteriores:
- Chácara Sergipe
- Jardim das Cerejeiras
- Jardim Novo Sergipe
- Vila Alvinópolis
- Vila Áurea
- Vila Cacilda
- Vila Danúbio
- Vila Jahu
- Vila Santa Izabel
- Vila São Leopoldo
- Vila Weida

## Principais vias de acesso
- Avenida Padre Anchieta
- Avenida Piraporinha
- Rua Borges de Medeiros
- Via Anchieta (altura do km 17,5)
- Avenida Engenheiro Otávio Manente
- Rua Borg Warner
- Rua Brascola
- Rua Waldemar Martins Ferreira[4]

## Limites geográficos
- Norte - Bairro Pauliceia
- Sul - Bairro Planalto
- Leste - Bairros Anchieta, Centro e Rudge Ramos
- Oeste - Município de Diadema[5]

## Dados 2000, 2010 e 2017
| REGIÃO                                        | REGIÃO     | 2000    | 2010    | 2017     |
| Jordanópolis                                  | População  | 16.711  | 15.867  | 16.479   |
| São Bernardo do Campo                         | População  | 703.177 | 765.463 | 827.437  |
| Jordanópolis em relação São Bernardo do Campo | População  | 2,4%    | 2,1%    | 2,0%     |
| Jordanópolis                                  | Área Total | -       | -       | 2,29 Km² |
| Jordanópolis em relação São Bernardo do Campo | Área Total | -       | -       | 0,56%    |